# Wilhelmine Schröder-Devrient
Pour les articles homonymes, voir Devrient et Schröder.
Wilhelmine Schröder-Devrient, née à Hambourg le 6 décembre 1804 et morte à Cobourg le 26 janvier 1860, est une cantatrice allemande. 

## Biographie
Fille du baryton Friedrich Schröder (1744-1816) et de l'actrice Sophie Schröder née Burger (1781-1868), Wilhelmine Schröder fait ses premières apparitions à Vienne en 1820 dans des rôles tragiques. Elle se produit ensuite à l'Opéra de Vienne en Pamina dans La Flûte enchantée de Mozart. Puis elle donne des représentations à Prague et à Dresde, et acquiert soudainement une renommée éclatante par son interprétation de Fidelio, de Beethoven, qu'elle chante à Vienne en 1822 et dont l'interprétation impressionne le compositeur.
Après avoir épousé l'acteur Karl August Devrient, elle est engagée en 1823 à Dresde où sa popularité est très forte. Elle se produit à Paris en 1829 et 1830, où ses interprétations dans Oberon et Euryanthe de Weber, Fidelio de Beethoven et Don Giovanni de Mozart, soulèvent l'enthousiasme du public. Le 15 juin 1833 à Londres, elle chante Fidelio de Beethoven, à Covent Garden : « […] elle a été couverte d'applaudissements. Elle a joué et chanté avec une âme et une chaleur entraînantes[réf. incomplète]. »
Elle fait l'admiration de Richard Wagner qui écrit pour elle le rôle travesti d'Adriano dans Rienzi, celui de Senta dans le Vaisseau fantôme et celui de Venus dans Tannhaüser. Elle crée les trois respectivement en 1842, 1843 et 1845.
Elle se retire de la scène en 1847 et se consacre aux Lieder. Robert Schumann lui dédie un de ses Dichterliebe ( « Ich grolle nicht »).

## Mémoires
Sans doute du fait de sa vie privée agitée (quatre enfants et trois mariages...) et d'une grande nervosité lors des répétitions, on a douteusement attribué à Wilhelmine Schröder-Devrient un livre de souvenirs érotiques, traduit (pour le 1er tome) par Guillaume Apollinaire et Blaise Cendrars, souvent publié sous le titre de Les Mémoires d'une chanteuse allemande (Memoiren einer Sängerin) : des deux volumes publiés en allemand, elle pourrait peut-être être l'auteur du premier, assez policé, mais probablement pas du deuxième, beaucoup plus salace et paru plus longtemps après sa mort. Apollinaire, dans l'introduction à sa traduction, met en doute les deux hypothèses et pense soit à des écrits apocryphes remaniant quelques éléments biographiques de la cantatrice, soit aux mémoires d'une autre cantatrice inconnue. 